# Ligne de Condom à Castéra-Verduzan
La Ligne de Condom à Castéra-Verduzan est une ancienne ligne de chemin de fer française, longue de 23,14 kilomètres, qui reliait la gare de Condom sur la ligne de Port-Sainte-Marie à Riscle à celle de Castéra-Verduzan sur la ligne d'Eauze à Auch. Elle était établie en totalité dans le département du Gers. Elle a été mise en service par la Compagnie des chemins de fer du Midi et du Canal latéral à la Garonne en 1925 et a été fermée en 1940.
Elle constituait la ligne 645 000 du réseau ferré national.

## Histoire
La ligne est concédée à la Compagnie des chemins de fer du Midi et du Canal latéral à la Garonne par une convention signée avec le ministre des Travaux publics le 20 juin 1907. La convention est approuvée et la ligne est déclaré d'utilité publique, à titre d'intérêt général, par une loi le 2 août 1907.
L'ouverture à l'exploitation est intervenue très tardivement le 8 juin 1925. Dès le 15 mai 1939 le service des voyageurs était supprimé et la fermeture au service des marchandises a suivi en 1940, c'est-à-dire quinze ans après sa mise en service.
La ligne a été déclassée en totalité par une loi le 30 novembre 1941. Les installations ont ensuite été déposées.

## Infrastructure
C'était une ligne à voie unique au profil moyen, les déclivités ne dépassaient pas 12 ‰.